# 夢スケッチ
「夢スケッチ」（ゆめスケッチ）は、JAM Projectの楽曲。同グループ50枚目のシングルとして2013年1月30日にLantisから発売された。

## 概要
JAM Projectのシングルとしては前作「Wings of the legend」から約2ヶ月ぶりのリリースとなる。
本曲は、NHKアニメ『バクマン。』第3シリーズのエンディングテーマに起用された。そのため主人公の真城最高と高木秋人の青春に関するエピソードを思わせる前向きなロック調の楽曲となっている。
同年2月に開催された『JAM Project Premium LIVE 2013 THE MONSTER'S PARTY』では、メンバーが謎のバンド「THE MONSTERS」（影山ヒロノブ：ボーカル＆リードギター、遠藤正明：ボーカル＆ベース、きただにひろし：ボーカル＆リズムギター、奥井雅美：ボーカル＆キーボード、福山芳樹：ボーカル＆ドラムス）としてこの曲を演奏し披露した。

## 収録曲
| #         | タイトル                                       | 作詞・作曲     | 編曲               | 時間  |
| --------- | ---------------------------------------------- | -------------- | ------------------ | ----- |
| 1.        | 「夢スケッチ」                                 | 影山ヒロノブ   | 須藤賢一           | 4:13  |
| 2.        | 「キミオモフ〜たった一人の君へ〜」             | きただにひろし | 寺田志保、栗山善親 | 4:59  |
| 3.        | 「夢スケッチ (off vocal)」                     |                |                    | 4:13  |
| 4.        | 「キミオモフ〜たった一人の君へ〜 (off vocal)」 |                |                    | 4:56  |
| 合計時間: | 合計時間:                                      | 合計時間:      | 合計時間:          | 18:21 |